# Джапарідзе Сергій Давидович
Сергій Давидович Джапарідзе (груз. სერგი ჯაფარიძე, (5 січня 1870  — не раніше 7 лютого 1910 , Тифліс )) — присяжний повірений, депутат Державної думи I скликання від Кутаїської губернії, член Установчих зборів Республіки Грузія.

## Біографія

Грузини, члени Державної думи Російської імперії першого скликання від Тифліської та Кутаїської губерній; Зліва — направо сидять: Йосип Баратов, Ное Жорданія, Серго Джапарідзе, Ісидор Рамішвілі; стоять: Вано Гомартелі, Симон Церетелі

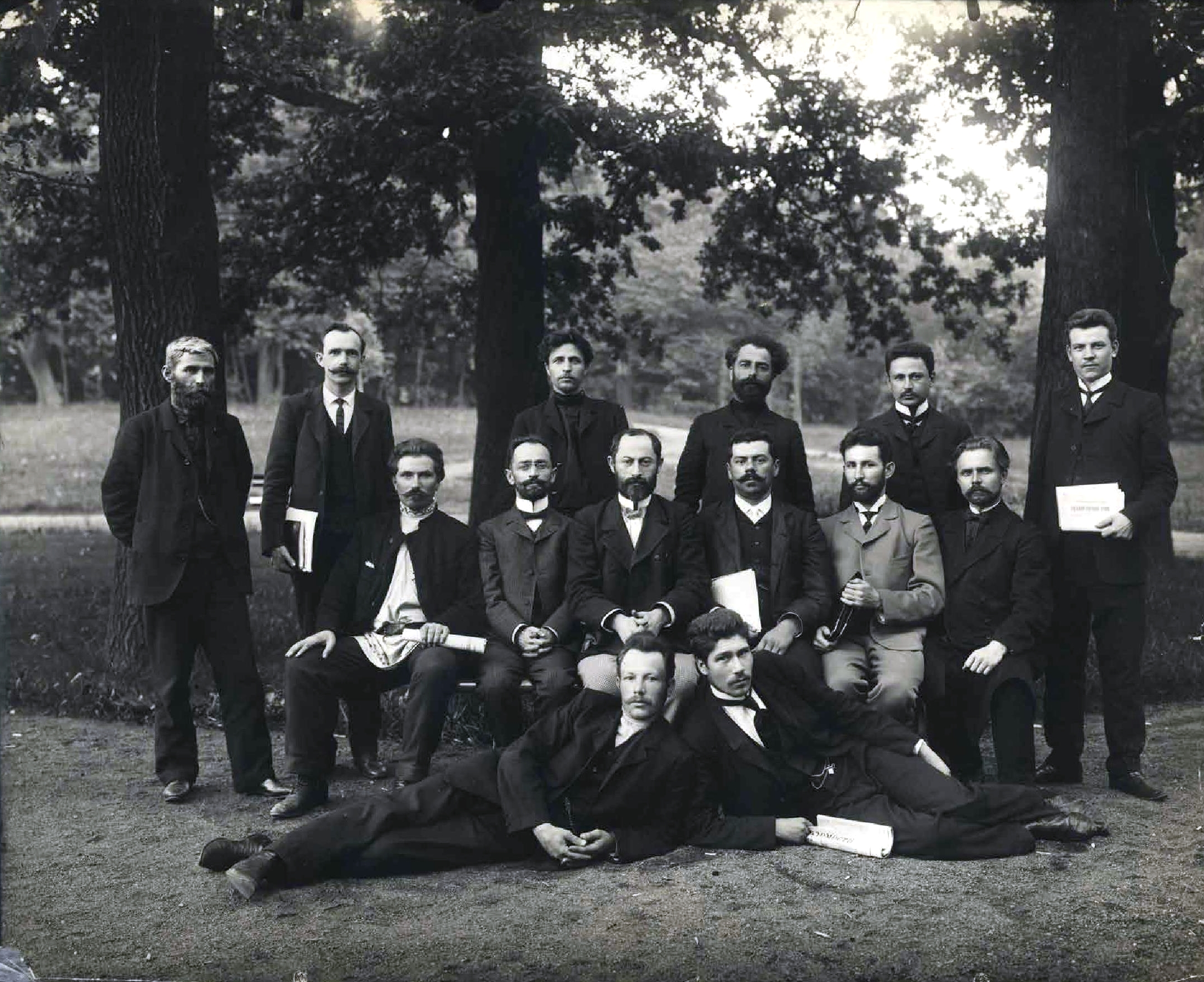
Соціал-демократична фракція першої Державної думи. Стоять: Ісидор Рамішвілі, Іван. Савельєв, Захарій Вировий, Симон Церетелі, Іван Гомартели, Олександр Смирнов; сидять: Митрофан Михайличенко, Сергій Джапарідзе, Ное Жорданія, Володимир Ільїн, Петро Єршов, Іван Шувалов; лежать: Василь Чурюков, Іван Антонов

Грузин, православний, дворянин. Навчався в Кутаїській гімназії та на юридичному факультеті Новоросійського університету (м. Одеса). Присяжний повірений при Кутаїському окружному суді. Активний учасник місцевого самоврядування громадських банків та низки інших організацій. Член РСДРП з січня 1906 року, меншовик. Брав участь у політичних виступах. У січні 1906 року поміщений до Кутаїську в'язницю, зокрема, за публікацію в газеті «Відродження» статті «Найближчі завдання», в якій звучав заклик до утворення місцевих революційних самоврядувань. Звільнений з в'язниці незадовго перед виборами до Державної Думи. С. Д. Джапарідзе також співпрацював у ряді російських і грузинських періодичних видань, що виходили в Тифлісі.
24 травня 1906 року обраний до Державної думи I скликання від загального складу вибірників Кутаїських губернських виборчих зборів. Входив до соціал-демократичної фракції. Член комісій: про громадянську рівність, про збори. Виступив по законопроєкту «Про збори», з запитом про Білостоцький погром. Вніс заяву проти обмеження часу ораторів, які виступали з приводу Білостоцького погрому.
10 липня 1906 року у Виборзі підписав «Виборзьку відозву», входив до редакційної комісії відозви від фракції соціал-демократів. Засуджений за ст. 129, ч. 1, п. п. 51 і 3 Кримінального уложення, засуджений до 3 місяців в'язниці і позбавлений права бути обраним.
7 лютого 1910 року брав участь у загальних зборах Тіфліського товариства журналістів. З 1911 року був членом Товариства поширення грамотності серед грузинів.
У лютому 1917 року був обраний головою Ради кавказької судової палати. У листопаді 1917 року обраний членом Національної ради Грузії. Член Парламенту Демократичної Республіки Грузія у 1918 році; Одночасно — глава уряду Демократичної Республіки Грузія. З лютого 1919 року він обраний мером Тбіліської міської ради. 12 березня 1919 року він був обраний членом Установчих зборів Республіки Грузія за списком Соціал-демократичної партії Грузії. Був членом Судової комісії. Після радянізації Грузії в 1921 році він залишився на батьківщині і приєднався до руху Опору. Він був заарештований у 1937 році за участь у меньшевистському контрреволюційному центрі Тбілісі. У жовтні 1937 року спеціальна трійка Грузинської РСР засудила його до смертної кари. Сергія Джапарідзе розстріляно в ніч на 10 жовтня 1937 року.